# Исход уругвайского народа
Исхо́д уругва́йского наро́да, также называемый Восто́чный исход (исп. Éxodo Oriental) или Исхо́д люде́й с Восто́ка (исп. Éxodo del Pueblo Oriental) — массовая эмиграция жителей Восточной полосы под предводительством Хосе Хервасио Артигаса в Сальто-Чико (на месте современного аргентинского города Конкордия) за реку Уругвай после того, как в октябре 1811 года между вице-королём Элио и взявшим власть в Буэнос-Айресе Триумвиратом было подписано перемирие и была снята осада Монтевидео. Караван прошёл 522 км за 64 дня.
Протагонисты называли этот поход словом «Редота», происходящим из риоплатского испанского и являющегося искажением слова «деррота» (исп. derrota, «поражение»). Термин «исход» был введён в обращение историком Клементе Фрехейро в 1883 году, в то время как прочие историки называли его «эмиграцией», как и сам Артигас.
Считается первым и ключевым событием, послужившим формированию уругвайского национализма.

## Предшествующие события
После того, как жители Восточной полосы подняли восстание, Франсиско Хавьер де Элио — испанский губернатор Монтевидео — объявил 18 февраля 1811 года войну правящей в Буэнос-Айресе Большой хунте. После этого Педро Хосе Вьера и Венансио Бенавидес восстали против испанцев у реки Асенсио (на территории современного уругвайского департамента Сорьяно) и, объявив себя сторонниками правительства в Буэнос-Айресе, начали расширять территорию, находящуюся в Восточной полосе под контролем революционеров.
После этой прокламации, известной как «Клич у Асенсио», восстание распространилось по Восточной полосе, захватив Мерседес, Дурасно, Такуарембо, Касупу и т. д. Испанцы потерпели три поражения от повстанцев, объявивших себя авангардом наступавшей на Монтевидео армией под командованием Мануэля Бельграно (впоследствии — Хосе Рондо), и были вынуждены отступить в Монтевидео, который остался единственным оплотом роялистов в Восточной полосе. После этого началась осада Монтевидео. В этих условиях Элио предпринял жестокие репрессии внутри Монтевидео, изгнав 31 семью и францисканцев за симпатии к революционерам, организовал блокаду Буэнос-Айреса, и разрешил 5-тысячному португальскому контингенту под командованием Диого де Соуса, сосредоточившемуся у границы, вторгнуться на территорию Восточной полосы. Португальцы начали выдвижение 15 июля 1811 года, и заняли Мело, крепость Санта-Тереса, Рочу и Мальдонадо, где 14 октября устроили свою штаб-квартиру. Одновременно португальские иррегулярные формирования, двинувшиеся по обоим берегам реки Уругвай, начали грабить местное население.

## Причины
Ситуация, вызванная португальским вторжением и полным разгромом Вспомогательных сил Верхнего Перу в сражении при Уаки привела к ослаблению Большой хунты, которую 23 сентября сменил Триумвират. Он начал переговоры с Элио о заключении перемирия, которое позволило бы ему использовать свои военные ресурсы для остановки наступления Королевской армии Перу, которая к тому времени уже оккупировала Верхнее Перу и угрожала вторжением на северо-западные земли собственно Аргентины. Идея заключалась в том, чтобы оставить всю Восточную полосу в руках вице-короля Элио, который в ответ снял был блокаду с Буэнос-Айреса и не преследовал бы тех, кто сражался против него. Португальцы, со своей стороны, должны были уйти. Переговоры были долгими, но плодотворными благодаря поддержке испанского консула в Рио-де-Жанейро маркиза Карлоса Мартинеса Ирухо-и-Такона и британского дипломата виконта Стрэнгфорда, заинтересованного в установлении мира для обеспечения безопасности торговли и высвобождении рук у испанских союзников для войны против Наполеона. Так как Элио требовал передачу ему Восточной полосы в качестве предварительного условия для любого соглашения, основными проигравшими на этих переговорах стали те, кто поддержал революцию в Восточной полосе и провинции Энтре-Риос, так как те из них, кто не эмигрирует, оказались бы в руках врага.
10 сентября 1811 года сотни жителей окрестностей Монтевидео собрались в Видале по призыву Хосе Рондо, чтобы встретиться с делегацией из Буэнос-Айреса в составе Грегорио Фунеса, Хуана Хосе Пасо и Мануэля де Сарратеа, где заявили о несогласии с условиями перемирия. Делегаты правительства привели свои аргументы в пользу подписания перемирия — которое они собирались разорвать, как только ситуация станет более благоприятной для революционеров — и гарантировали, что жители не подвергнутся репрессиям, однако те были радикально настроены против предложений, и заявили, что будут воевать самостоятельно.
7 октября представитель Триумвирата Хосе Хулиан Перес и представители Элио подписали предварительное соглашение о прекращении боевых действий, в соответствии с которым армия должна была прекратить осаду Монтевидео и вернуться под управление правительства Монтевидео, в то время как испанцы должны были прекратить блокаду Буэнос-Айреса, а португальцы — уйти. 10 октября Рондо вместе с Пересом собрали в Кинта-де-ла-Парагая, где располагалась их штаб-квартира, новый сход жителей. Несмотря на то, что они обещали полное спокойствие, а присутствовавший представитель Элио объявил себя гарантом соглашений, общее мнение не изменилось: жители Восточной полосы собирались продолжать осаду под руководством Артигаса, которого избрали своим вождём. Однако в итоге, по призыву Артигаса, местные решили отступить к реке Сан-Хосе.

## Решение на эмиграцию
12 октября началось снятие осады Монтевидео. Армия и народ отступили к реке Сан-Хосе, где разбили лагерь в Пасо-де-ла-Арена. 20 октября 1811 года в Монтевидео был подписан мирный договор между вице-королём Элио и буэнос-айресским Триумвиратом; на следующий день он был ратифицирован Элио, а 24 октября — Триумвиратом, который приказал Рондо немедленно отвести армию.
23 октября в лагерь на Сан-Хосе поступили известия о подписании договора и его ратификации Элио, и состоялся стихийный митинг, на котором местные жители заявили, что они не сложат оружия против португальских агрессоров, что они подчиняются условиям перемирия, что они эмигрируют на территорию, не подвластную Элио, и что они возобновят борьбу при первой возможности.
27 октября Артигас получил известие о том, что правительство назначило его лейтенант-губернатором, главным судьёй и капитаном войск департамента Япейу на территории Миссий — нового административного образования, которое должно было быть образовано 11 ноября. В тот же день он и его люди собрались, чтобы отправиться в Санто-Томе, который должен был стать его резиденцией. 31 октября национальная армия под командованием Рондо отделилась от милиции и жителей Восточной полосы, подчинявшихся Артигасу, и отправилась в Порт-Саусе, прибыв в Буэнос-Айрес 1 декабря.

## Исход
Артигас во главе 3 тысяч солдат отправился на север, и за ним последовало большое количество местных жителей. Поначалу он воспротивился массовой эмиграции, но затем отдал приказ переписать имена тех, кто за ним следует. Это было произведено 14 декабря в Сальто-Чико; в списке указано 4435 человек и 846 фургонов, однако историки полагают, что здесь не учтены ни армия, ни «присоединившиеся по пути», так что общее число ушедших должно составлять порядка 16 тысяч человек.
На территории современной аргентинской провинции Энтре-Риос они оставались в лагере до апреля 1812 года, а затем поселились в устье реки Аюи-Гранде. Там они оставались под покровительством Артигаса до сентября 1812 года, когда возобновилась осада Монтевидео и тот вернулся в Восточную полосу.

## «Первая независимость» и значение для последующей уругвайской идентичности
Существуют две теории, касающиеся формирования уругвайской идентичности. Первая из них утверждает, что уругвайская идентичность стала логическим завершением постепенных процессов позиционирования местных жителей как людей, отличных от жителей других мест, в то время как другая сводит формирование Уругвая исключительно к влиянию Великобритании. Для сторонников первой теории «Уругвайский исход» является отправной точкой, ибо именно тогда жители разных мест Восточной полосы стали действовать как единый народ, и противопоставили себя остальному населению Соединённых Провинций Рио-де-ла-Платы, чувствуя себя преданными правительством в Буэнос-Айресе. Уругвайские историки называют этот период «Первой независимостью».